# Ford Model K
Ford Model K – samochód osobowy produkowany pod amerykańską marką Ford w latach 1906–1908.

## Galeria

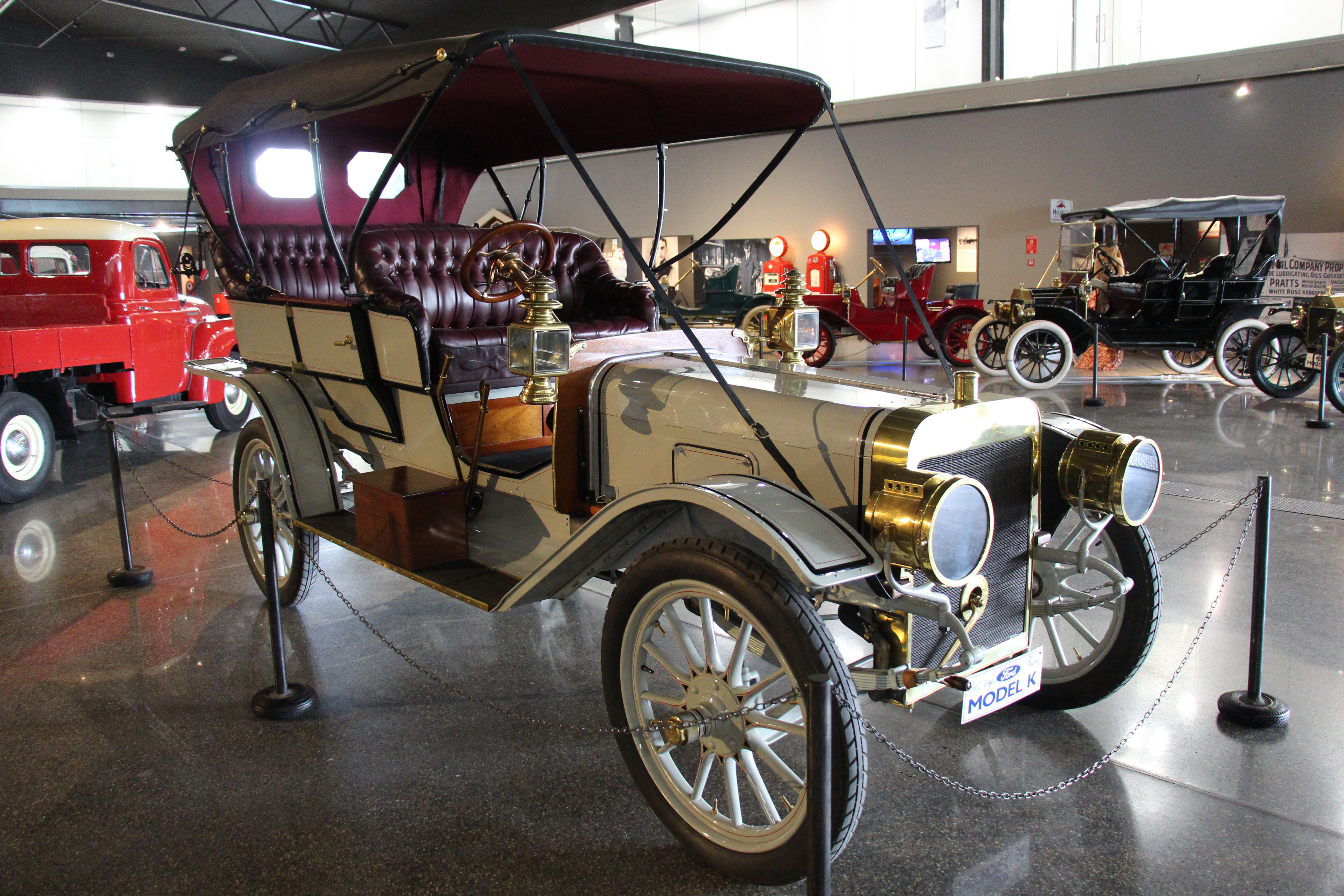
Ford Model K Tourer
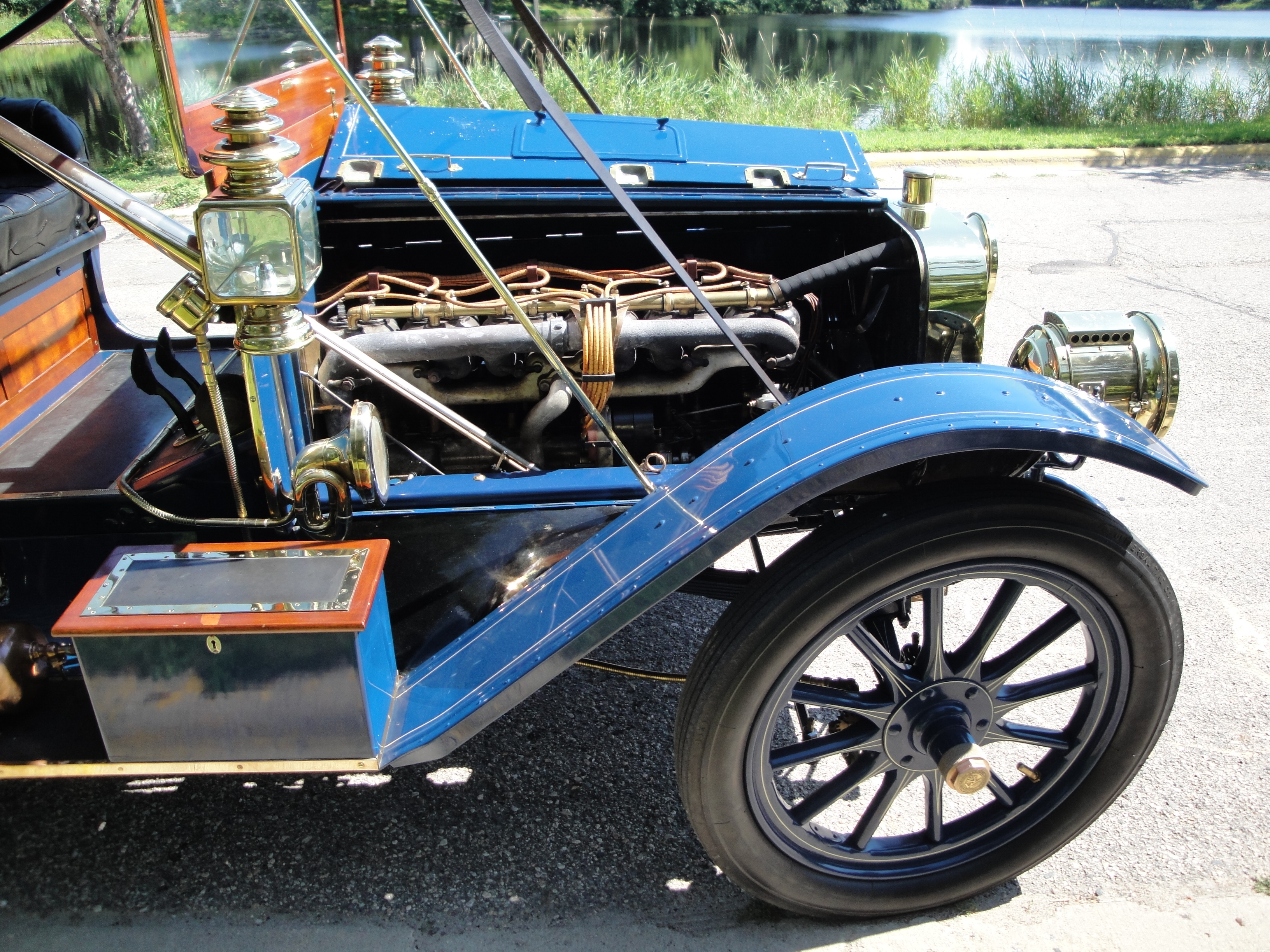
Ford Model K - silnik